# Rhododendron ciliatum
Rhododendron ciliatum är en ljungväxtart som beskrevs av Joseph Dalton Hooker. Rhododendron ciliatum ingår i släktet rododendron, och familjen ljungväxter. Inga underarter finns listade i Catalogue of Life.

## Bildgalleri

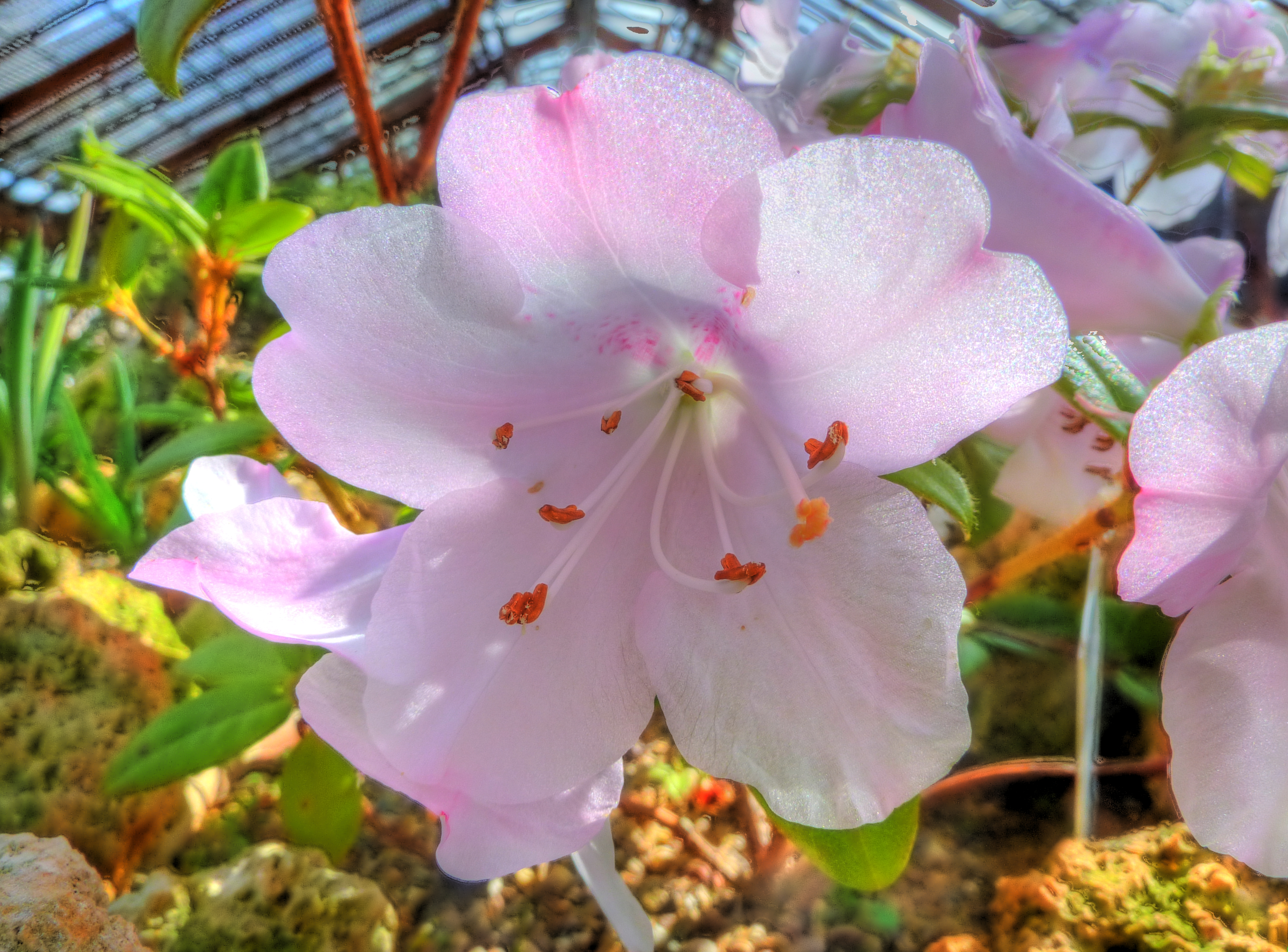
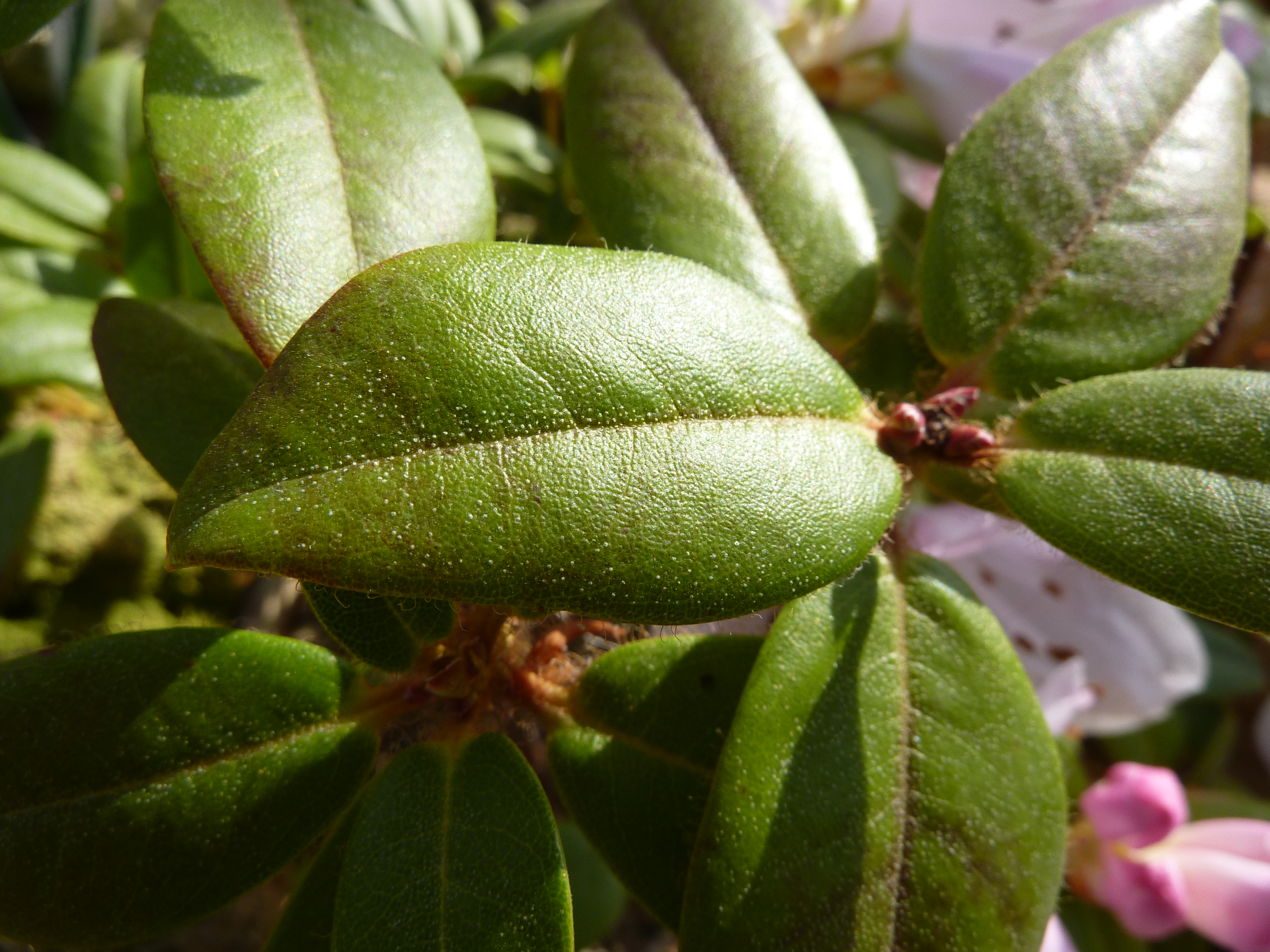
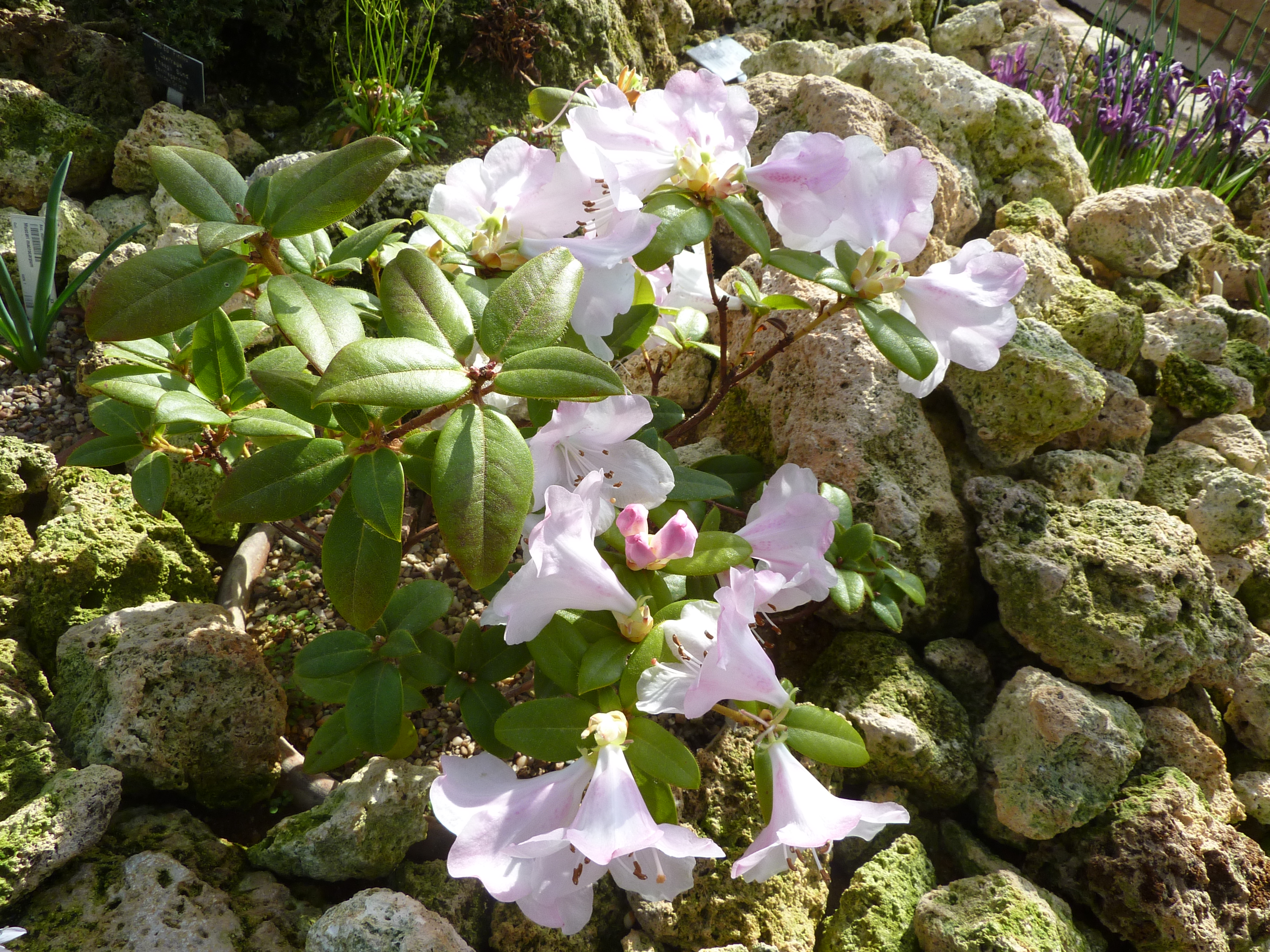
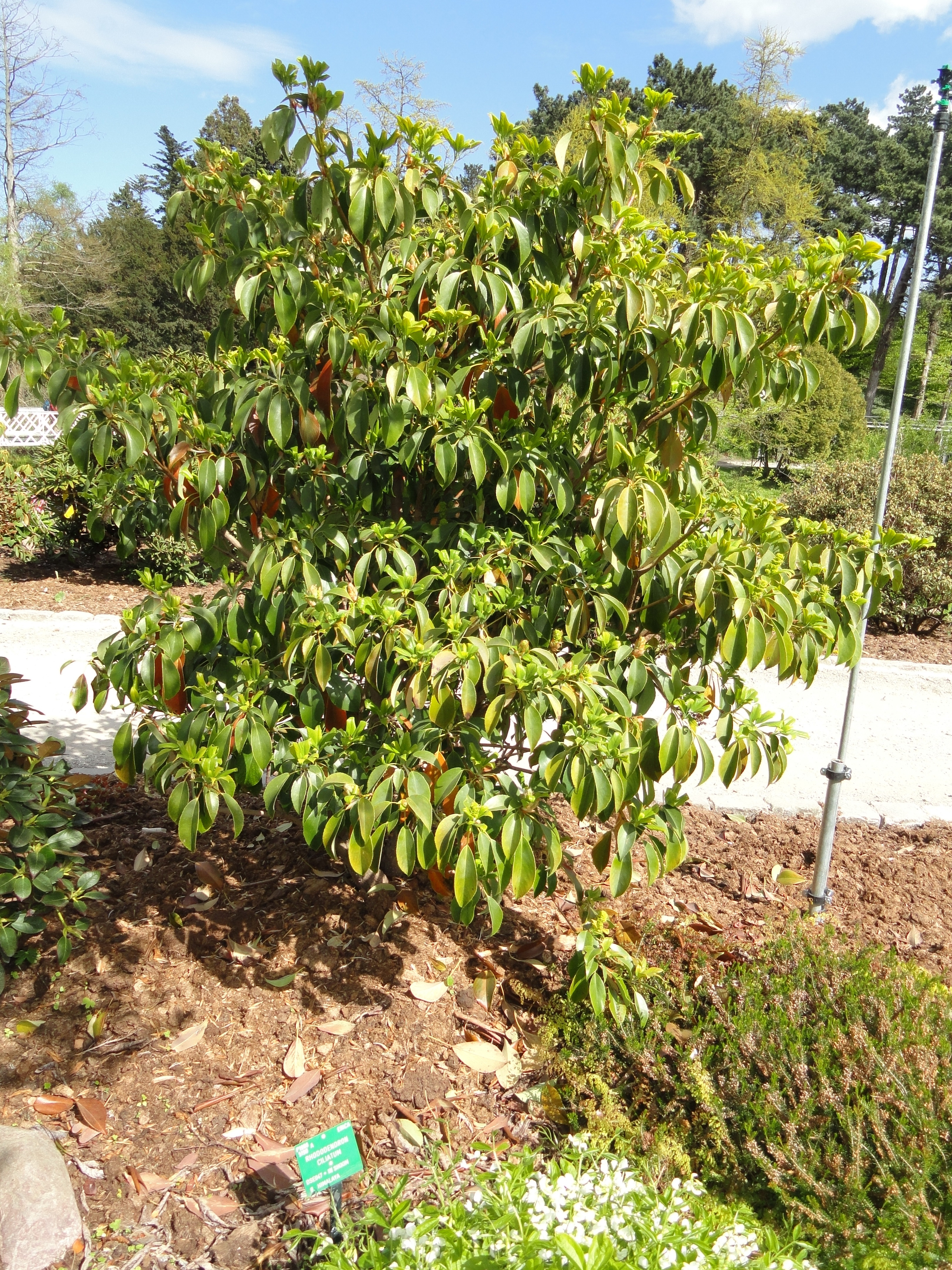
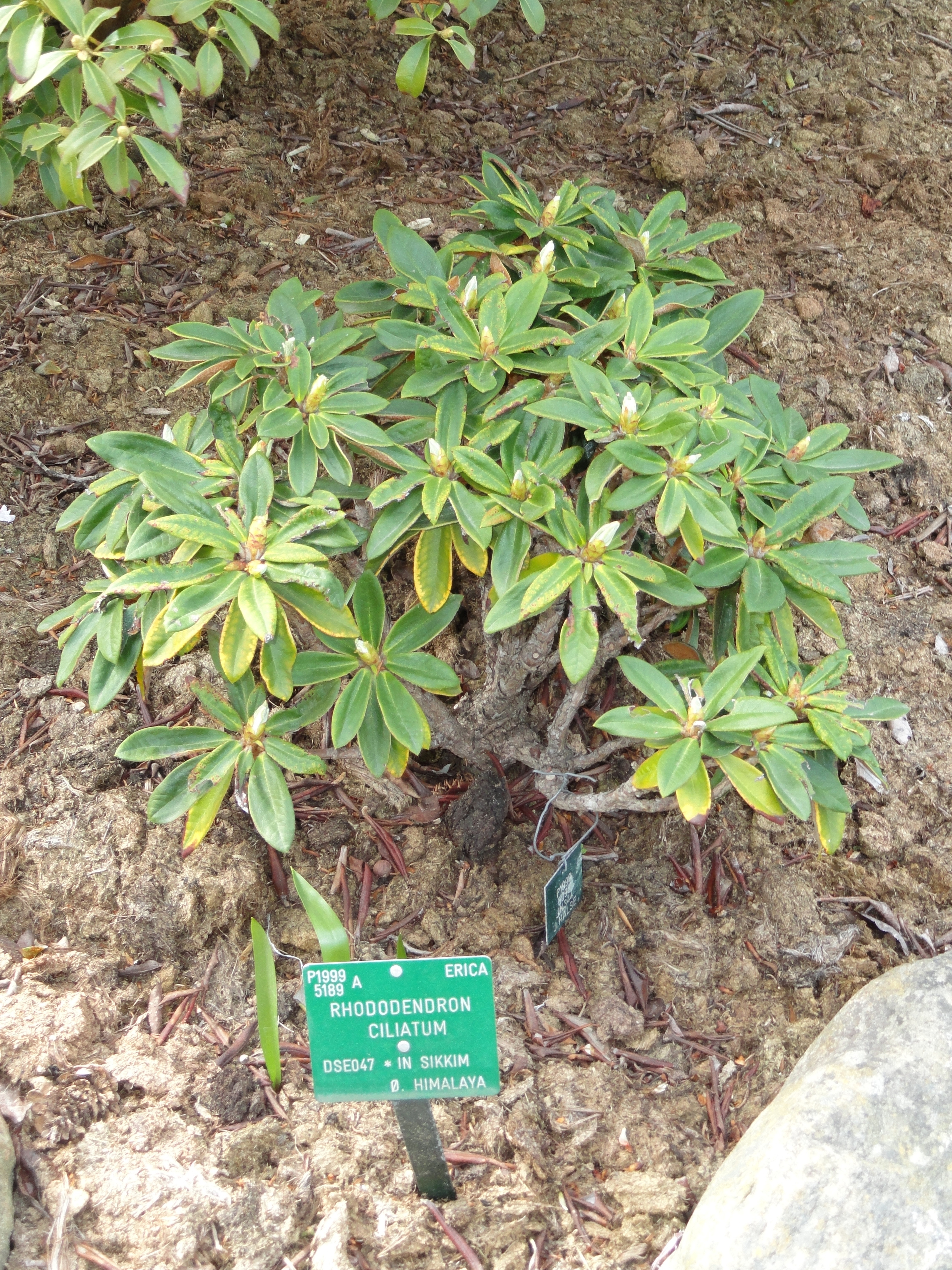